# Hangar Cove
Die Hangar Cove ist eine kleine Bucht auf der Adelaide-Insel westlich der Antarktischen Halbinsel. Sie liegt auf der Nordseite des Rothera Point. Nach Osten schließt sich die North Cove an, nach Westen grenzt sie an die Eiskliffs des Wormald-Piedmont-Gletschers.
Das UK Antarctic Place-Names Committee benannte sie 2021 nach ihrer Nachbarschaft zum Flugzeughangar der britischen Rothera-Station.